# عید المولد
عید المولد (عربی: عيد المولد؛ زادهٔ ۱۴ دسامبر ۲۰۰۱) بازیکن فوتبال اهل عربستان سعودی است.
وی همچنین در تیم ملی فوتبال عربستان سعودی بازی کرده‌است.